# آلپ فرانسه
آلپ فرانسه (فرانسوی: Alpes françaises; آرپیتان: Ârpes francêses; اکسیتان: Aups francesas; لیگوری: Arpi françéixi) بخش‌هایی از رشته‌کوه آلپ هستند که در فرانسه قرار دارند و در مناطق اوورنی-رون-آلپ و پروانس-آلپ-کوت دازور واقع شده‌اند. در حالی که برخی از رشته‌های آلپ فرانسه به‌طور کامل در فرانسه هستند، برخی دیگر مانند توده‌کوه مون‌بلان، با سوئیس و ایتالیا مشترک هستند.
با ارتفاع ۴٬۸۰۸ متر (۱۵٬۷۷۴ فوت)، مون‌بلان که در مرز فرانسه و ایتالیا قرار دارد، بلندترین کوه در آلپ و بلندترین کوه اروپای غربی است.
قابل ذکر است شهرهای آلپ فرانسه شامل گرونوبل، شامونی، انسی (فرانسه)، شامبری، اویان-له-بن و آلبرت‌ویل‌هستند.

## دامنه‌ها و قله‌ها

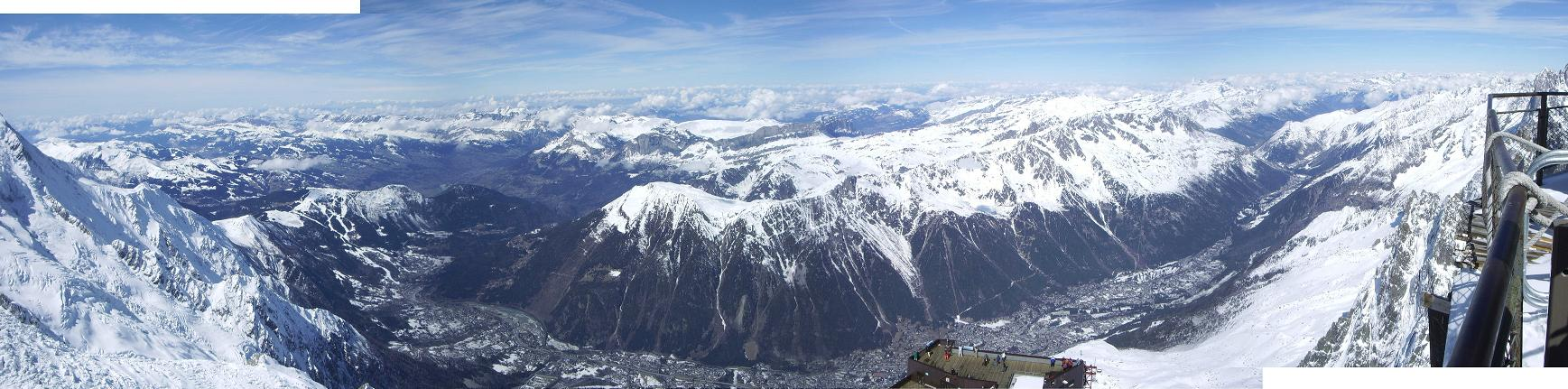
نمایه پانوراما از دره شامونی

| زنجیره        | محدوده                   | بلندترین قله         | ارتفاع (متر/پا)           |
| ------------- | ------------------------ | -------------------- | ------------------------- |
| آلپ گرا       | توده‌کوه مون‌بلان          | مون‌بلان              | ۴٬۸۰۷٫۴۵ متر (۱۵٬۷۷۲ فوت) |
| آلپ گرا       | توده‌کوه بوفرتن           | روینیس               | ۲٬۹۹۵ متر (۹٬۸۲۶ فوت)     |
| آلپ گرا       | توده‌کوه لوزیر            | گرند پیک دو لا لوزیر | ۲٬۸۲۹ متر (۹٬۲۸۱ فوت)     |
| آلپ گرا       | توده‌کوه ونواز            | گراند کاس            | ۳٬۸۵۵ متر (۱۲٬۶۴۸ فوت)    |
| آلپ گرا       | گروه مرکزی آلپ گرا       | پوینت دو شاربونل     | ۳٬۷۵۲ متر (۱۲٬۳۱۰ فوت)    |
| آلپ دوفینه    | توده‌کوه بلدان            | گرند پیک دو بلدان    | ۲٬۹۷۷ متر (۹٬۷۶۷ فوت)     |
| آلپ دوفینه    | گراند روس                | پیک بیل              | ۳٬۴۶۵ متر (۱۱٬۳۶۸ فوت)    |
| آلپ دوفینه    | توده‌کوه آرو              | آیگویی د آرو         | ۳٬۵۱۴ متر (۱۱٬۵۲۹ فوت)    |
| آلپ دوفینه    | توده‌کوه تایفر            | لو تایفر             | ۲٬۸۵۷ متر (۹٬۳۷۳ فوت)     |
| آلپ دوفینه    | توده‌کوه اکرن             | بار د اکرن           | ۴٬۱۰۲ متر (۱۳٬۴۵۸ فوت)    |
| آلپ کوتیان    | توده‌کوه مون-سنی          | پوینت دو رونسه       | ۳٬۶۱۲ متر (۱۱٬۸۵۰ فوت)    |
| آلپ کوتیان    | توده‌کوه سرس              | گرند گالیبیه         | ۳٬۲۲۹ متر (۱۰٬۵۹۴ فوت)    |
| آلپ کوتیان    | توده‌کوه کایراس           | پیک دو روشبرون       | ۳٬۳۲۰ متر (۱۰٬۸۹۲ فوت)    |
| آلپ کوتیان    | توده‌کوه اوبی (اُرنای)     | آیگویی دو شامبرون    | ۳٬۴۱۱ متر (۱۱٬۱۹۱ فوت)    |
| آلپ مرزی      | توده‌کوه مرکانتور-آرژنترا | سیم دو ژلا           | ۳٬۱۴۳ متر (۱۰٬۳۱۲ فوت)    |
| آلپ مرزی      | توده‌کوه پلا              | مون پلا              | ۳٬۰۵۰ متر (۱۰٬۰۰۷ فوت)    |
| آلپ مرزی      | توده‌کوه تروا-اوشه        | تت دو لستروپ         | ۲٬۹۶۱ متر (۹٬۷۱۵ فوت)     |
| آلپ لیگوریا   | آلپ لیگوریا              | پونتا مارگوارس       | ۲٬۶۵۱ متر (۸٬۶۹۸ فوت)     |
| پیش‌آلپ ساووآ  | آلپ شابله                | هو-فور               | ۲٬۴۶۴ متر (۸٬۰۸۴ فوت)     |
| پیش‌آلپ ساووآ  | توده‌کوه او-گیفر          | اوت سیم              | ۳٬۲۵۷ متر (۱۰٬۶۸۶ فوت)    |
| پیش‌آلپ ساووآ  | آیگویی رژ                | آیگویی دو بلودره     | ۲٬۹۶۵ متر (۹٬۷۲۸ فوت)     |
| پیش‌آلپ ساووآ  | بورن                     | پوینت بلانش          | ۲٬۴۳۸ متر (۷٬۹۹۹ فوت)     |
| پیش‌آلپ ساووآ  | رشته‌کوه آراوی            | پوینت پرسه           | ۲٬۷۵۰ متر (۹٬۰۲۲ فوت)     |
| پیش‌آلپ ساووآ  | بوژ                      | آرکالود              | ۲٬۲۱۷ متر (۷٬۲۷۴ فوت)     |
| پیش‌آلپ دوفینه | توده‌کوه ورکور            | گراند ویمون          | ۲٬۳۴۱ متر (۷٬۶۸۰ فوت)     |
| پیش‌آلپ دوفینه | کوه‌های دیوا              | مون ژوکو             | ۲٬۰۵۱ متر (۶٬۷۲۹ فوت)     |
| پیش‌آلپ دوفینه | کوه‌های دوولوی            | گراند تت دو لوبیو    | ۲٬۷۸۹ متر (۹٬۱۵۰ فوت)     |
| پیش‌آلپ پروانس | بوچن                     | مون سوز              | ۲٬۰۱۶ متر (۶٬۶۱۴ فوت)     |
| پیش‌آلپ پروانس | پیش‌آلپ دین               | ل مونژ               | ۲٬۱۱۵ متر (۶٬۹۳۹ فوت)     |
| پیش‌آلپ پروانس | بارونی                   | مون مار              | ۱٬۶۰۳ متر (۵٬۲۵۹ فوت)     |
| پیش‌آلپ پروانس | کوه‌های ووکلوز            | سیگنال دو سنت پیر    | ۱٬۲۵۶ متر (۴٬۱۲۱ فوت)     |
| کوه‌های لوبرو  | لوبرو                    | مور نگغ              | ۱٬۱۲۵ متر (۳٬۶۹۱ فوت)     |
| پیش‌آلپ مرزی   | پیش‌آلپ کاستلان           | پوی دو رن            | ۱٬۹۹۶ متر (۶٬۵۴۹ فوت)     |
| پیش‌آلپ مرزی   | پیش‌آلپ نیس               | پوینت دو تروا کومون  | ۲٬۰۸۰ متر (۶٬۸۲۴ فوت)     |

## مناطق اسکی

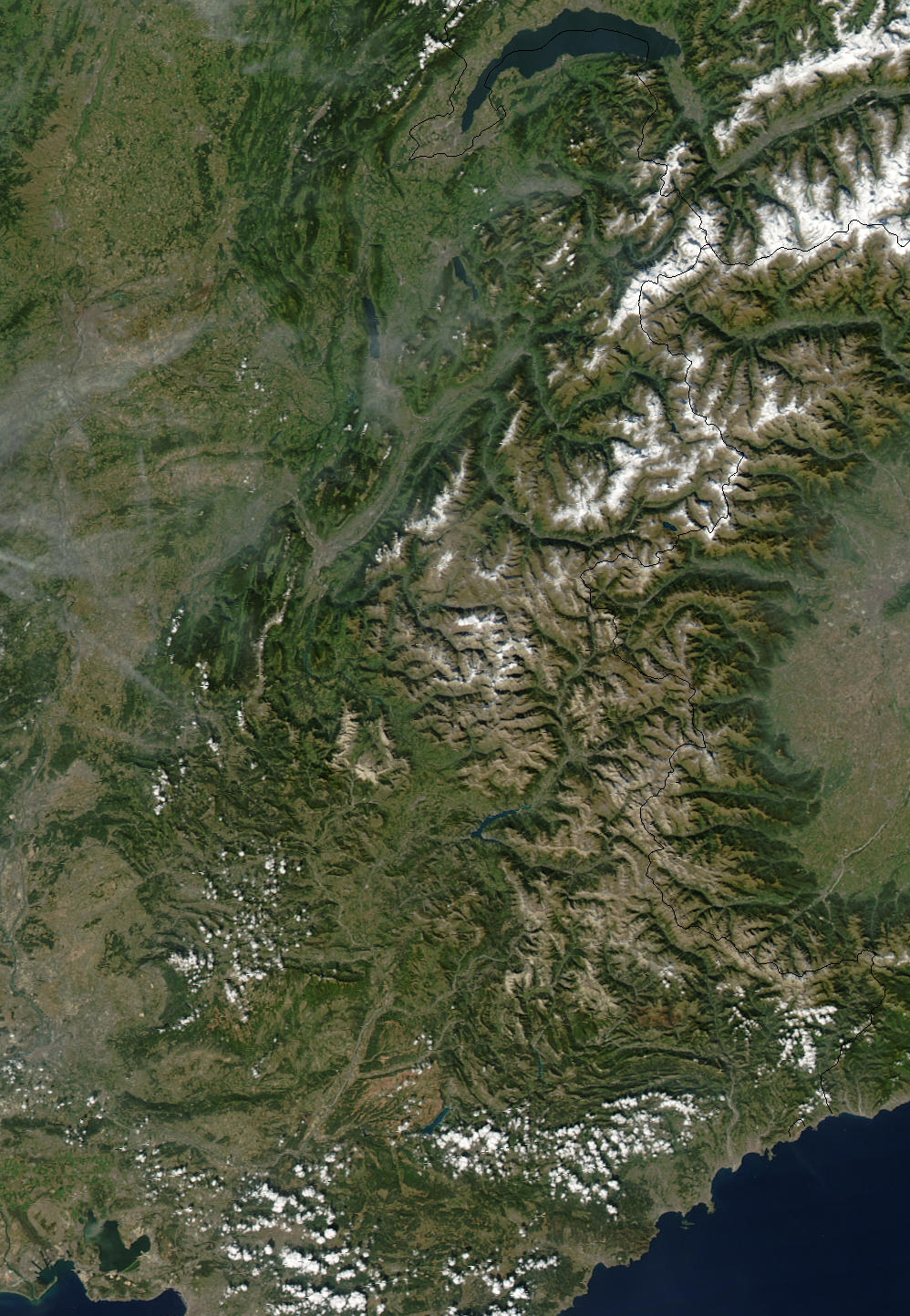
عکس ناسا از کوه‌های آلپ فرانسه (۲۶ اکتبر ۲۰۰۲).

بزرگ‌ترین مناطق یکپارچه اسکی شامل موارد زیر است:
1. سه دره (کورشول، مریبل، لا تانیا، برید-له-بن، سن-مارتین-دو-بلویل، له منویر، ول تورن و اورله): ۳۳۸ پیست، ۶۰۰ کیلومتر مسیر پیست اسکی.
2. پورت دو سولی (اووریاز، شاتل، مورزین، له ژه، سن-ژان دو اولپ، لا شپل دابوندانس، آبوندانس، مونتریون، تفریحگاه‌های سوئیس): ۲۸۸ پیست، ۶۵۰ کیلومتر مسیر که به‌طور کامل به هم متصل نیستند.
3. پارادیسکی (لا پلان، پیزی-والاندری، له آرک), شامپانی-آن-ونواز: ۲۳۹ پیست، ۴۲۰ کیلومتر مسیر.
4. ویا لاتئا (مونتژنوور، تفریحگاه‌های ایتالیایی): ۲۱۴ پیست، ۴۰۰ کیلومتر مسیر.
5. آویزون مون-بلان (کومبلو، موژو، سن-ژروه، سن-نیکولا-دو-وروک، له کونتامین مونژوا): ۱۸۳ پیست، ۴۲۰ کیلومتر مسیر که به‌طور کامل به هم متصل نیستند.
6. اسپاس کیلی (تیگنس، وال-دیزر): ۱۳۷ پیست، ۳۰۰ کیلومتر مسیر.
7. گراند ماسیف (فلین، له کارو، موریون، ساموئن، سیکست): ۱۳۴ پیست، ۲۶۵ کیلومتر مسیر.
8. له آراوی (لا کلوزا، مانیگو، لا کخوا فری، مرداسیه، لو گران-بورناند): ۱۳۳ پیست، ۲۲۰ کیلومتر مسیر که به‌طور کامل به هم متصل نیستند.
9. له گراند روس (لهآلپ دوئز، ووژانی، اوری-آن-اوازن، اُز-آن-اوازن، ویار-رکولا): ۱۱۷ پیست، ۲۳۶ کیلومتر مسیر.
10. سر شوالیه: ۱۱۱ پیست، ۲۵۰ کیلومتر مسیر.
11. لا فوره بلانش (ریزول، وارس): ۱۰۴ پیست، ۱۸۰ کیلومتر مسیر.
12. له سیبل (لو کربیه، لا توسییر، له بوتیر، سن-ژان-دارو، سن-سورلن-دارو، سن-کلمبان-ده-ویلار): ۹۶ پیست، ۳۱۰ کیلومتر مسیر.
13. والوآر و والمنیر: ۸۳ پیست، ۱۵۰ کیلومتر مسیر.
14. گراند دومن (والمورل، سن-فرانسوا-لونشان): ۸۲ پیست، ۱۵۰ کیلومتر مسیر.
15. اسپاس سن برناردو (لا روزیه، لا توئیل - ایتالیا): ۷۳ پیست، ۱۵۰ کیلومتر مسیر.
16. له دو آلپ و لا گراو: ۶۹ پیست، ۲۲۰ کیلومتر مسیر. (+ منطقه فری‌راید)

دیگر مناطق بزرگ اسکی شامل موارد زیر است:
- له وال دارلی (پراز-سو-آرلی، نوتردام-دو-بلکمب، فلومه): ۱۵۰ کیلومتر مسیر.
- له اسپاس کریستال (له سه‌زی، کرست-ولان): ۸۰ کیلومتر مسیر.
- له اسپاس دیامانت ترکیبی از اسپاس وال دارلی و اسپاس کریستال با ۱۸۵ کیلومتر مسیر.
- ویار-دو-لان و کورانسیون-آن-ورکور: ۱۲۵ کیلومتر مسیر.
- والبرگ - بیل له لون: ۹۰ کیلومتر مسیر.
- اسپاس لومیر (پرا-لو، وال دآلو): ۱۷۰ کیلومتر مسیر.
- سوپردوولوئی - لا ژو دو لو: ۱۰۰ کیلومتر مسیر.
- اورسیه-مرلت: ۱۵۰ کیلومتر مسیر.

## فعالیت‌ها
فعالیت‌های زمستانی و تابستانی فراوانی در آلپ فرانسه در دسترس هستند. فعالیت‌های زمستانی شامل اسکی و اسنوبرد و سورتمه‌سواری است. همچنین ورزش‌های مانند گلایدررانی در ماه‌های تابستانی برقرار است. به عنوان دیگر فالیت‌های تابستانی می‌توان به پیاده‌گردی، کوه‌نوردی، دوچرخه‌سواری کوهستان و صخره‌نوردی اشاره کرد.

## نگارخانه

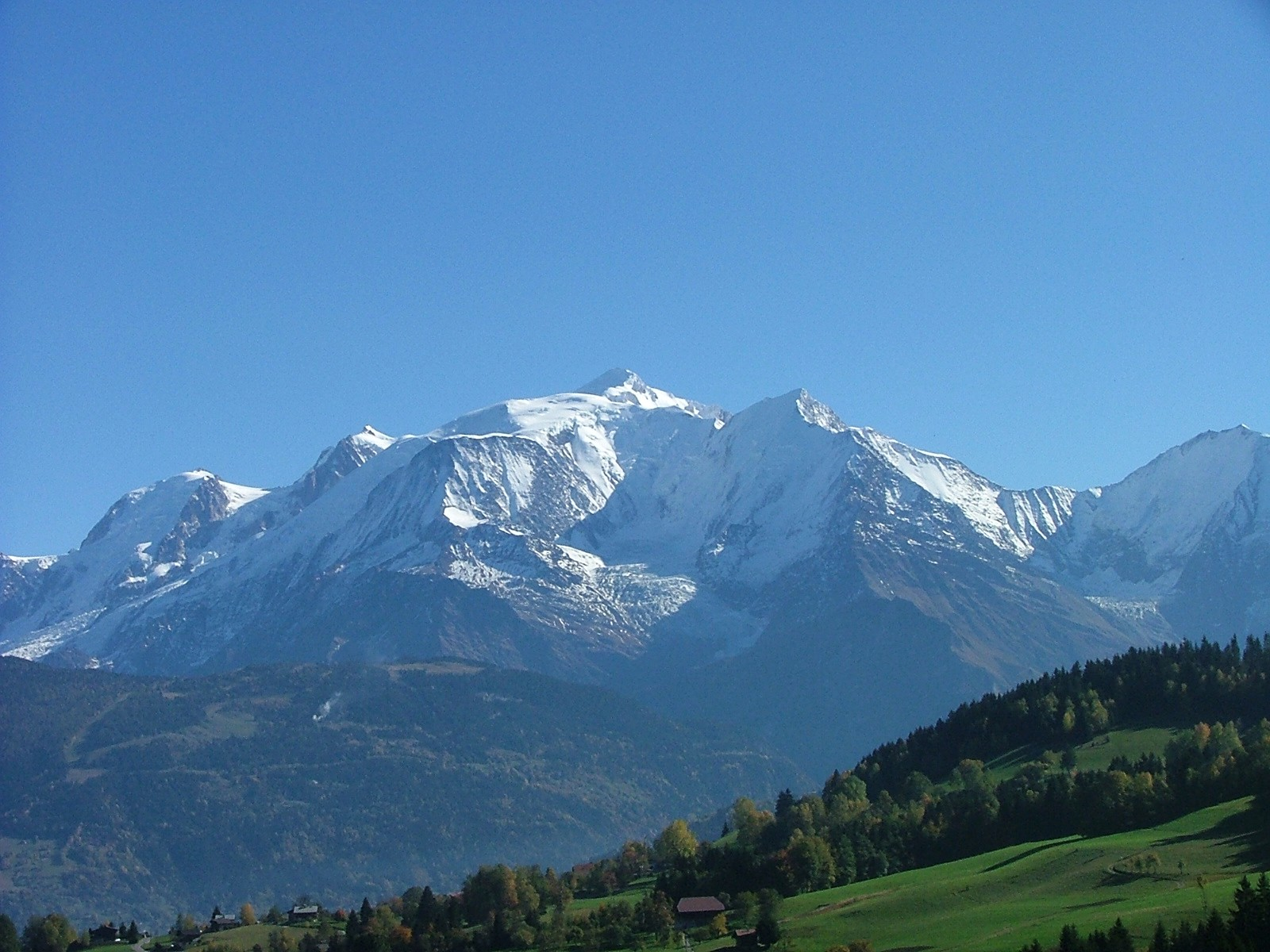
مونت بلان (۴۸۱۰ متر)
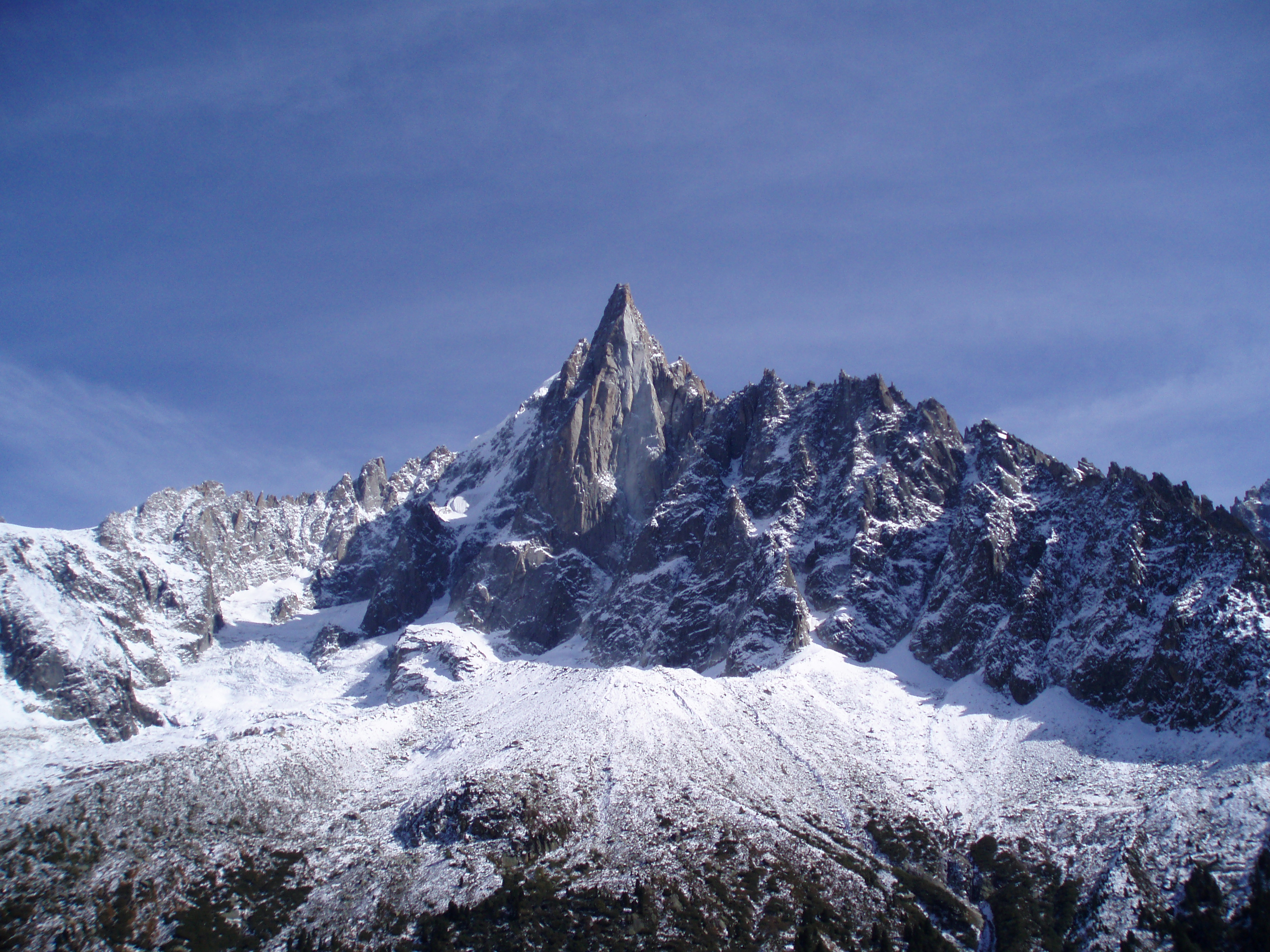
اگوی د درو (۳۷۵۴ متر)
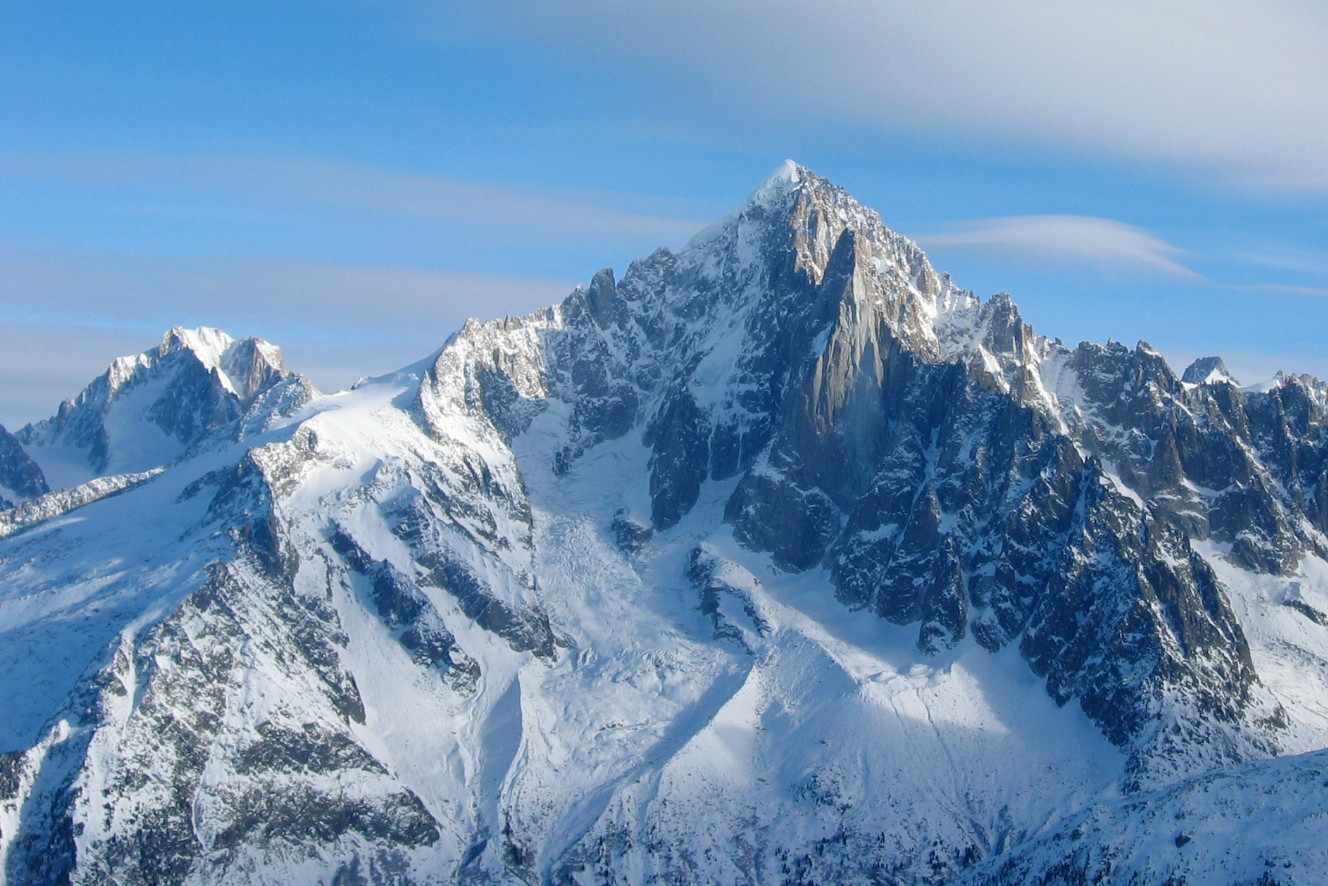
اگوی ورت (۴٬۱۲۲ متر)
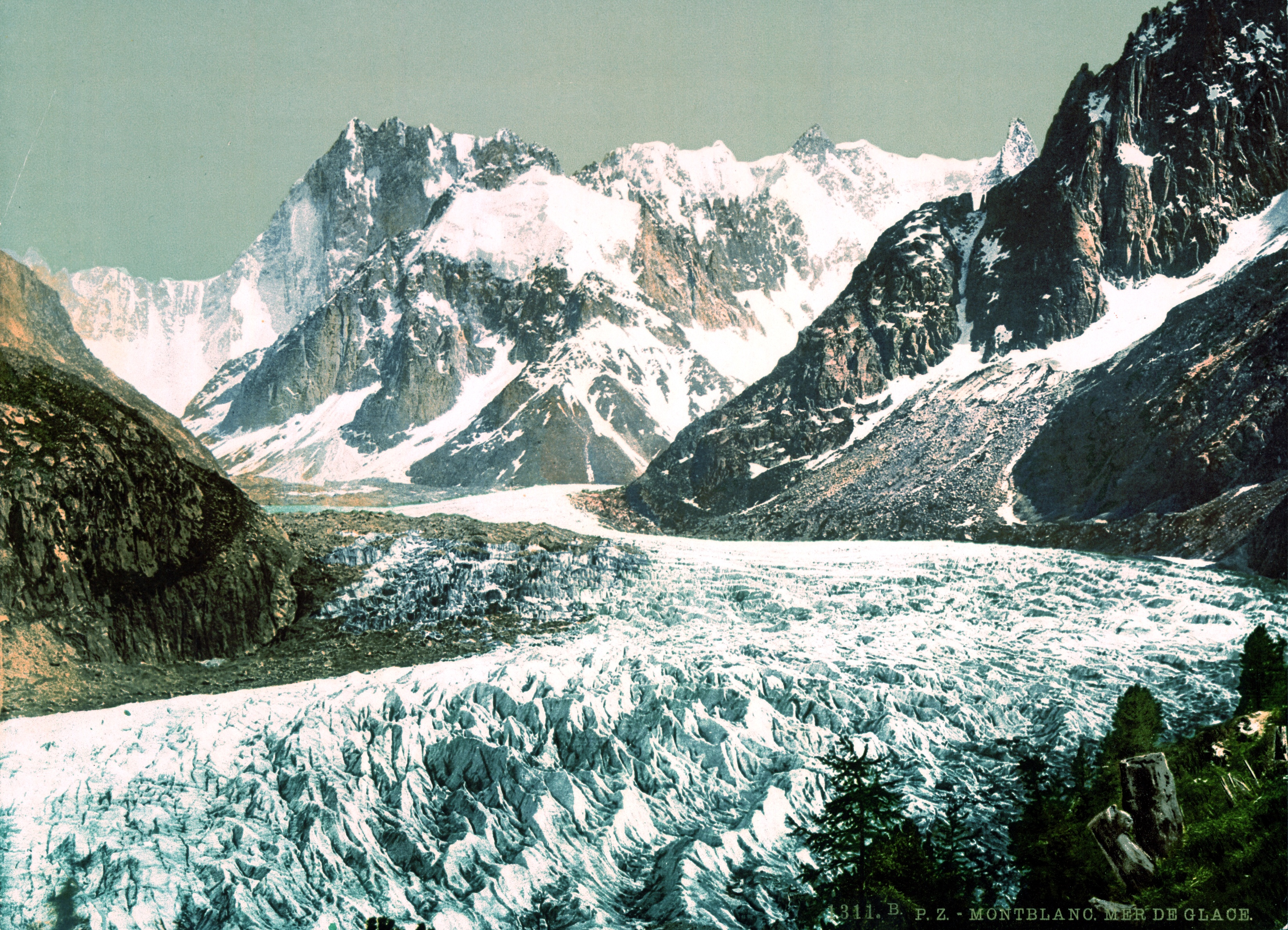
Mer de Glace ، دنت دو گانت (۴۰۱۳ متر) و گراندس ژوراس (۴۲۰۸ متر) در شامونی (حدود ۱۸۹۰)
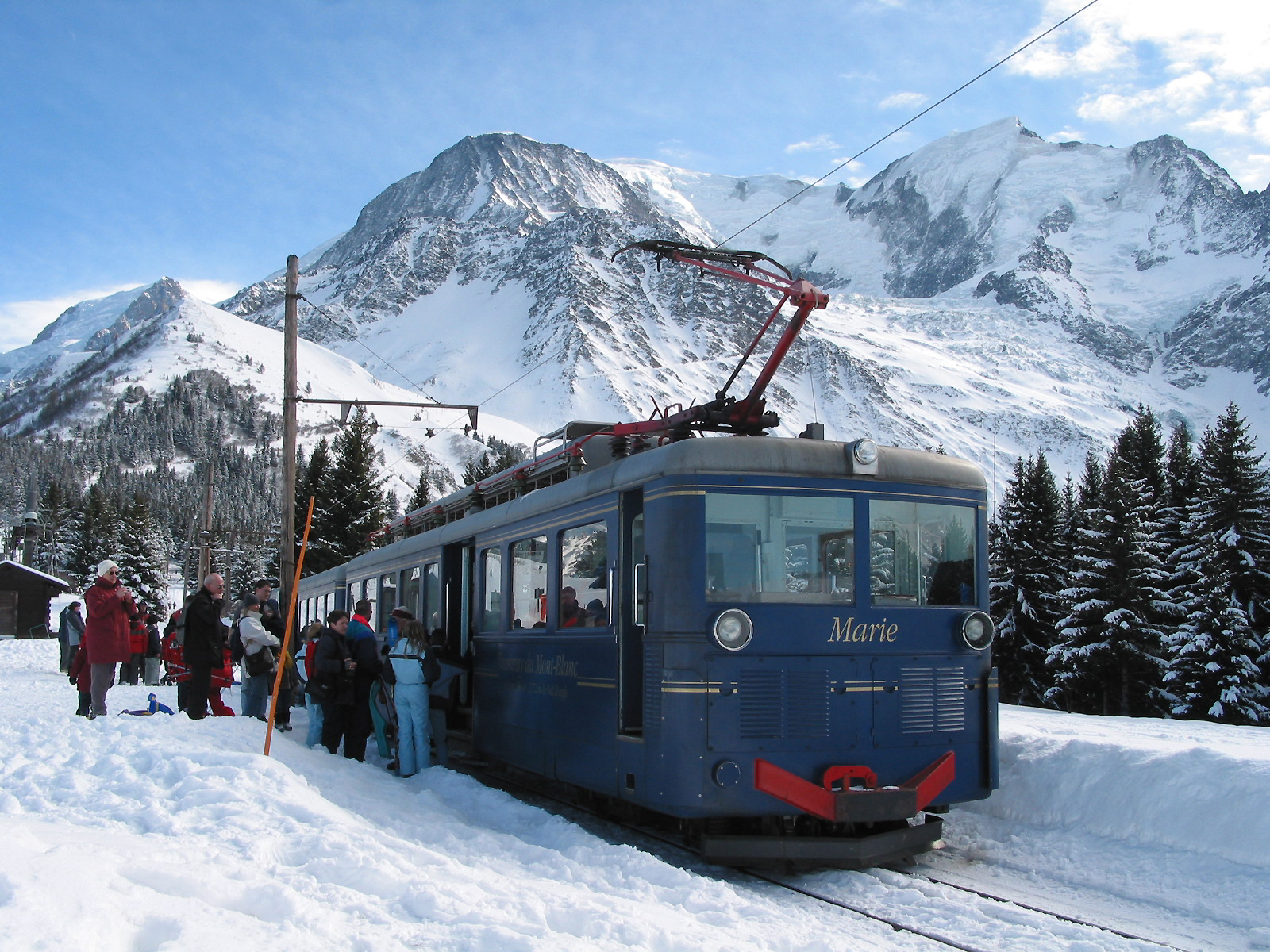
Tramway du Mont-Blanc ، در ایستگاه Bellevue (۱۷۹۴ متر) در Saint-Gervais-Le-Bains
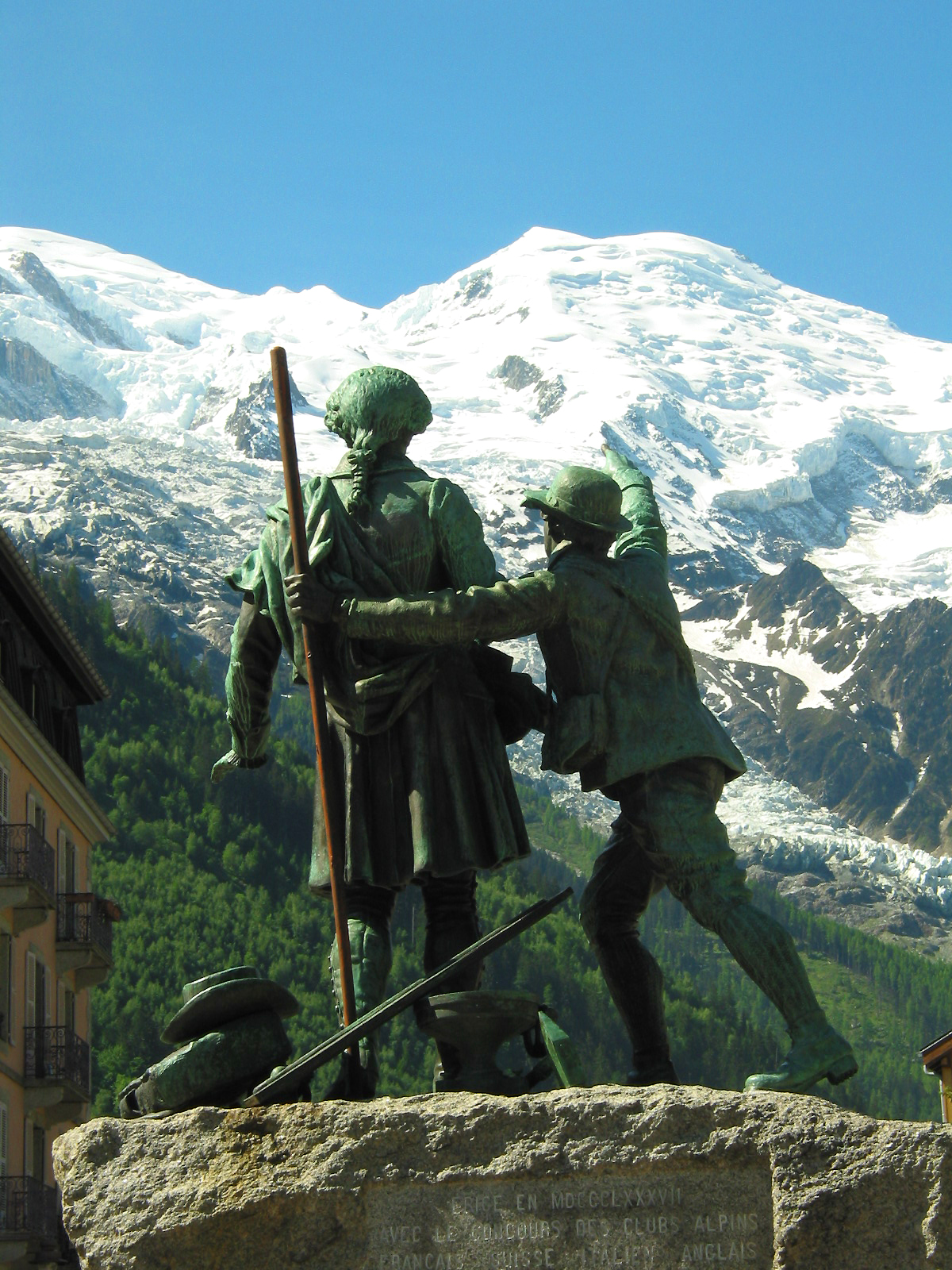
ژاک بالمات در کنار هوراس بندیکت دو سوسور ، "پدر آلپینیسم"، در بنای یادبودی که در شامونی برپا شده است.
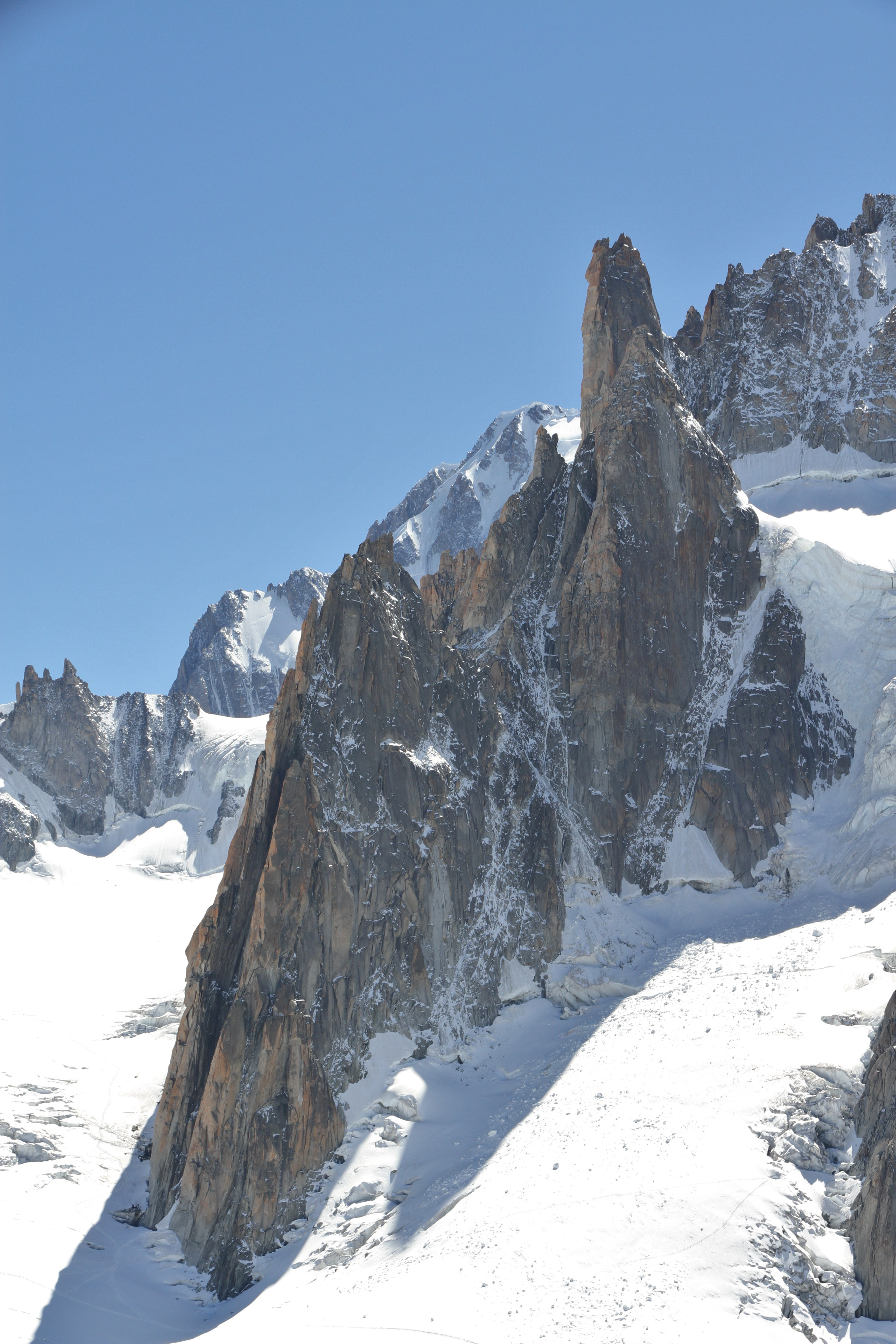
گراند کاپوسین (۳۸۳۸ متر) و صورت عمودی ۴۰۰ متری آن
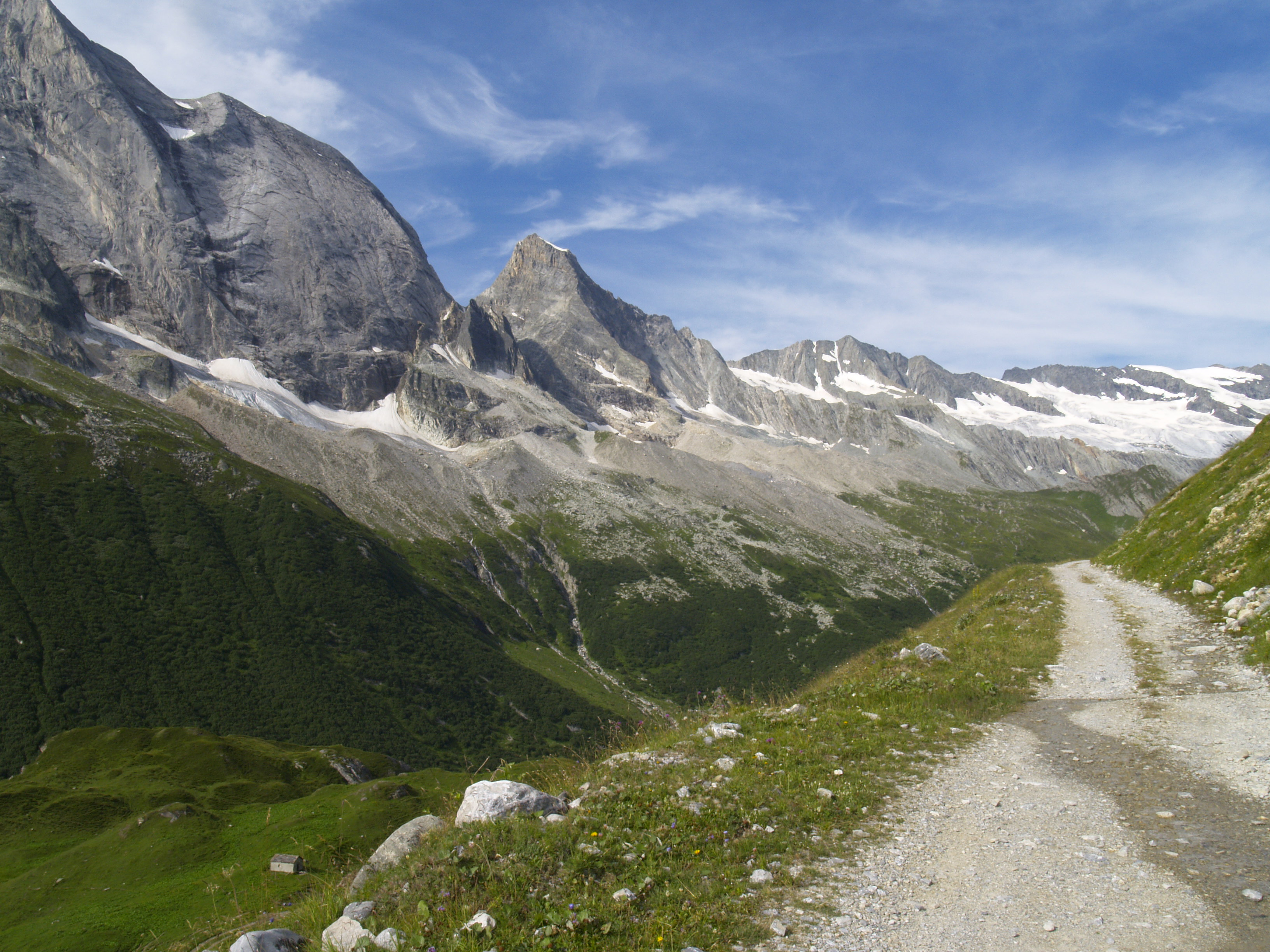
پارک ملی وانویسه
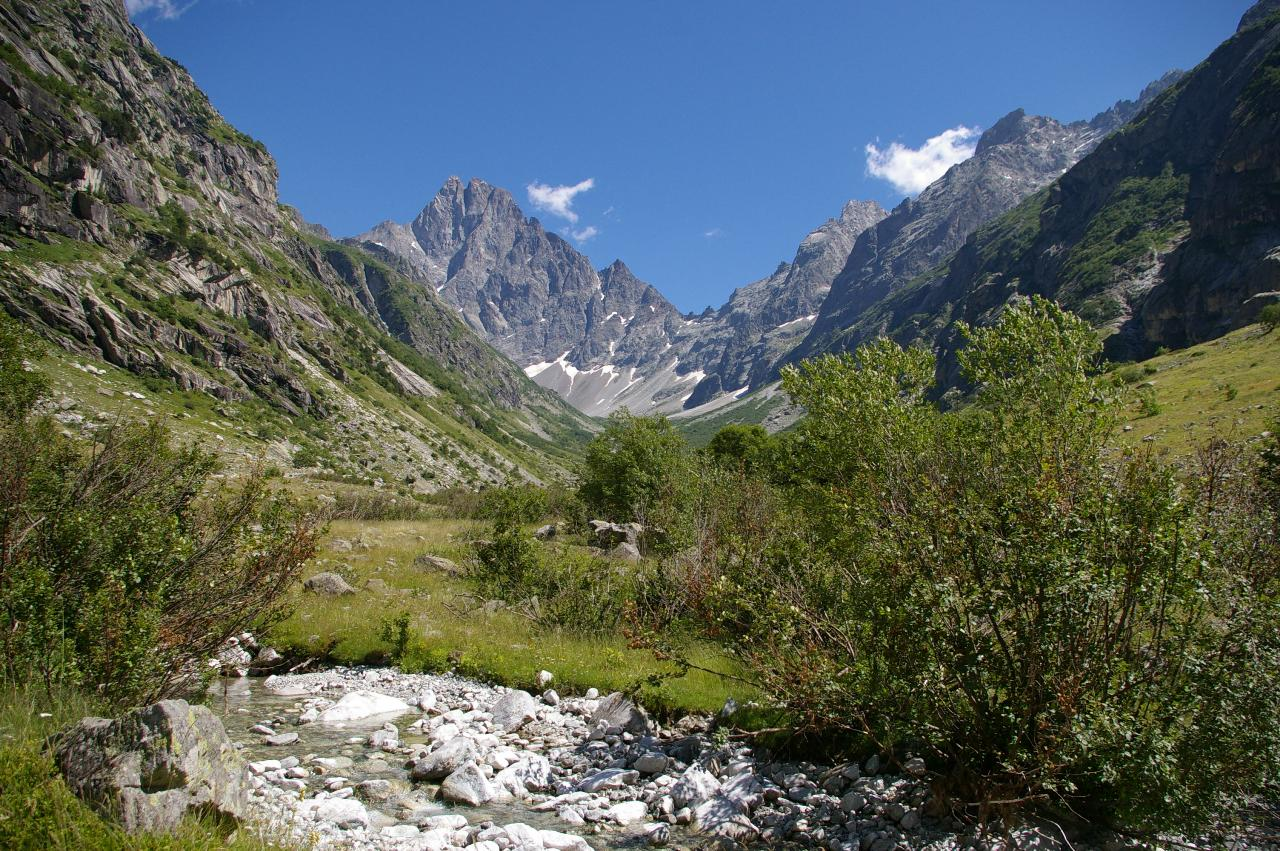
پارک ملی اکرینز
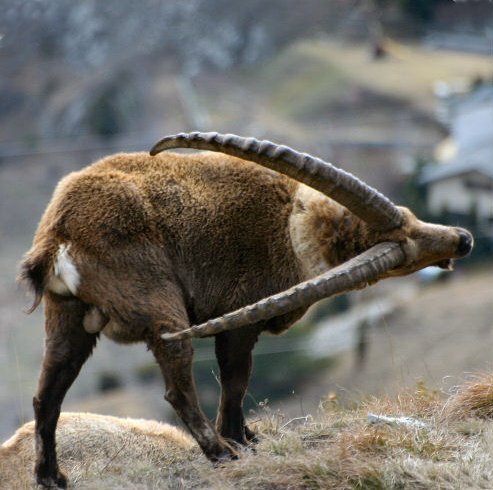
بز کوهی آلپ در اوسوا ، ساووآ
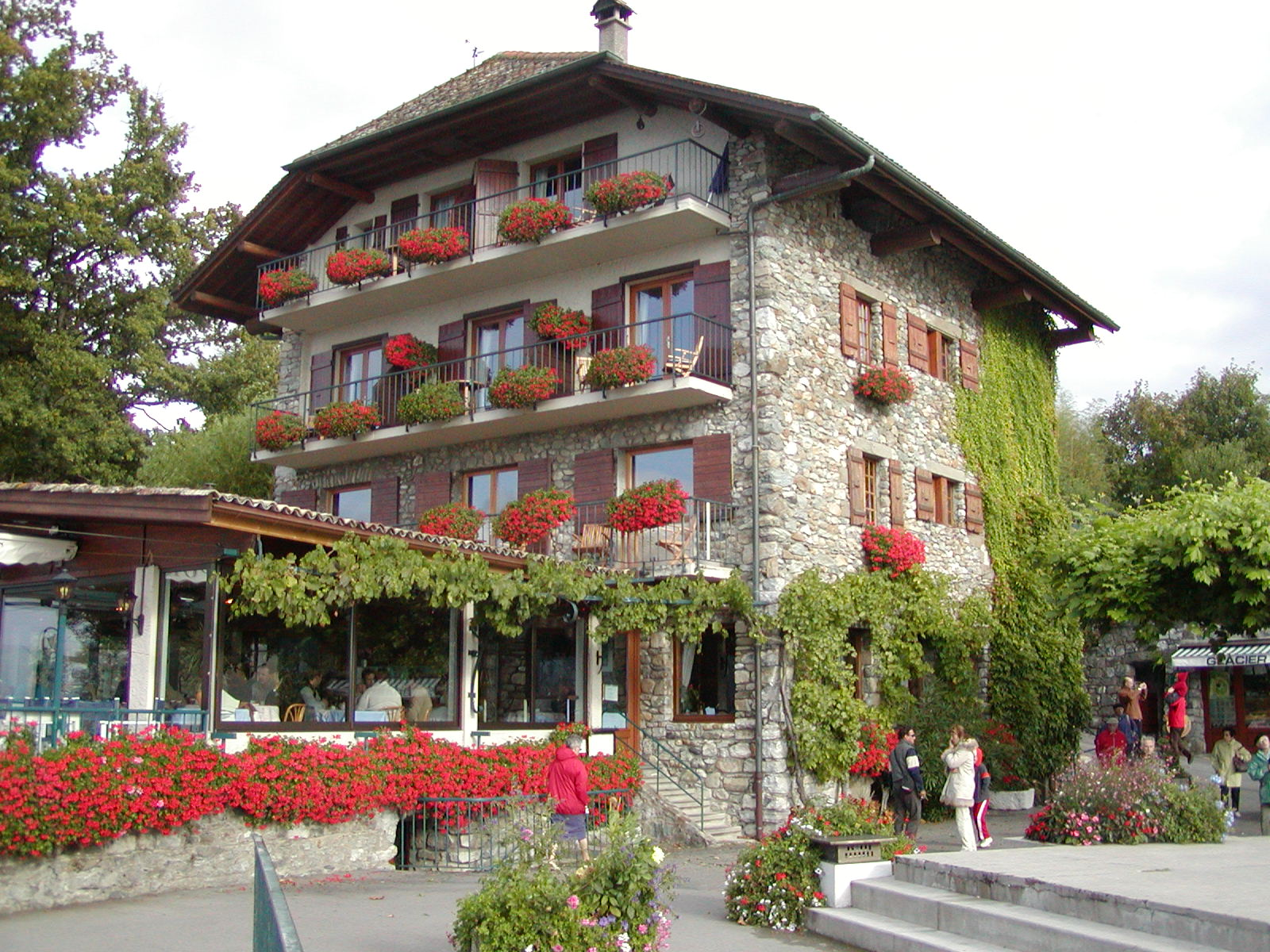
کلبه در شهر قرون وسطایی یوویره
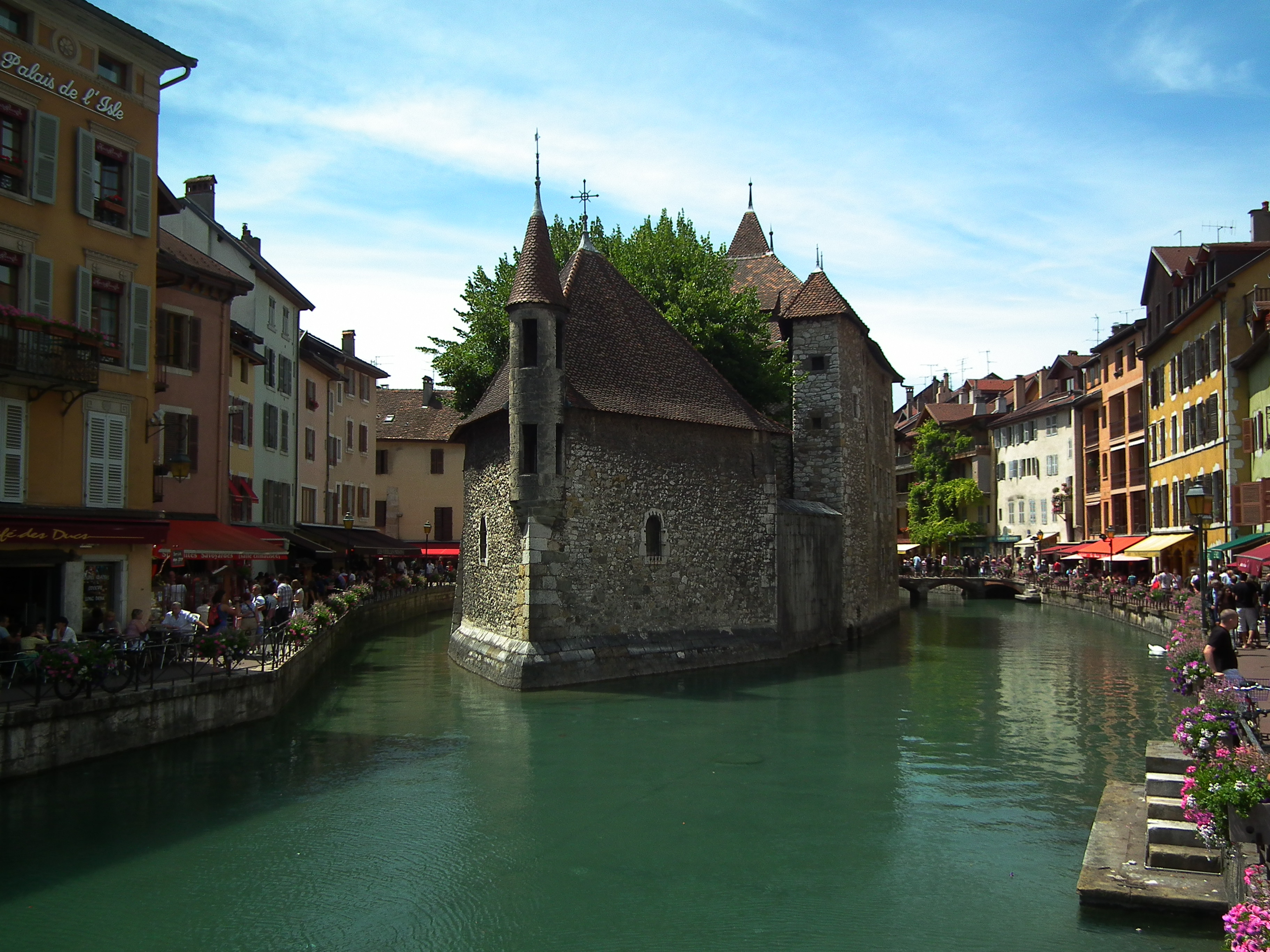
پالاس د ایسل در انسی